# 波拿巴鎮區 (愛荷華州范布倫縣)
波拿巴鎮區（英語：Bonaparte Township）是位於美國愛荷華州范布倫縣的一個行政鎮區。

## 地方資料
根據2010年美國人口普查的數據，波拿巴鎮區的面積為62.89平方千米，當中陸地面積為61.25平方千米，而水域面積為1.64平方千米。當地共有人口631人，而人口密度為每平方千米10.03人。